# Quadricalcarifera synechochlora
Quadricalcarifera synechochlora är en fjärilsart som beskrevs av Sergius G. Kiriakoff 1963. Quadricalcarifera synechochlora ingår i släktet Quadricalcarifera och familjen tandspinnare. Inga underarter finns listade.